# 利奥王朝
东罗马帝国从457年利奥一世登基时开始由利奥王朝统治，直至518年皇帝阿纳斯塔修斯一世去世。 利奥王朝的统治刚好与西罗马帝国的衰落、崩塌与最终灭亡处于同一时期。在西部帝国解体之后，皇帝芝诺废除了“西部皇帝”这一头衔，并自称为唯一合法的“罗马皇帝”。此后东罗马帝国还将延续近千年，并在随后数个世纪中投入大量人力物力，以图重新收复西部诸省。
利奥王朝也在474年-480年短暂统治西部帝国的达尔马提亚行省。

## 从利奥一世至利奥二世 （457-474）
马尔西安死后，狄奥多西王朝在东部帝国的统治结束，利奥一世被阿兰裔军事指挥官阿斯帕推上皇位，后者与当时西部的里西莫一样，大权独揽，扮演着皇位操纵者的角色。阿斯帕曾认为利奥是个听话的傀儡皇帝，但随着年龄的增长，后者逐渐摆脱了阿斯帕的掌控。在471年阿斯帕及其子阿尔达布尔在一场叛乱中被杀后，东部帝国又完全回到了皇帝的完全掌控之中，并在接下来的几个世纪中维持在继任皇帝手中。
在利奥一世即位之时，西部帝国几近崩溃。尽管西部皇帝马约里安曾试图力挽狂澜，但在470年前夕，西部帝国的统治范围已经骤减至仅限于高卢北部、意大利及伊利里亚行省一部分的残缺领土。利奥一世曾试图从汪达尔人手中夺回北非诸省，但以失败告终。 此后北非诸省长期脱离帝国统治，直至查士丁尼一世在6世纪初期将其收复。
一反之前的皇帝由军事指挥官拥立的传统，利奥一世是最早被君士坦丁堡牧首加冕的罗马皇帝，这也反映了当时东部帝国教会与皇帝间的等级关系。 这种加冕方式将最终彻底取代由军事指挥官拥立的模式，并在中世纪时期成为惯例。
为巩固与伊苏里亚人的同盟，利奥一世将女儿阿里阿德涅许配给了伊苏里亚人塔拉希科迪萨（Tarasicodissa），后者于466年改名泽诺，也就是后来的同名皇帝。泽诺之子利奥二世在利奥一世死后即位，但仅仅在位11个月就去世了，皇位回到了其父泽诺手中。

## 泽诺和巴西利斯库斯 (474-491)
在芝诺统治时期，西罗马帝国最终灭亡。西部帝国的结束时间尚有争议，传统说法认为，当公元476年日耳曼裔将军奥多亚塞将受其控制的小皇帝罗慕路斯·奥古斯都废黜，但不再另立傀儡时，西罗马帝国正式解体。但此后一位之前曾遭废黜的西部皇帝尤利乌斯·尼波斯在泽诺的支持下就任西部皇帝，奥多亚塞认可了他的帝位并同意担任尼波斯政权在意大利的总督一职。 尤利乌斯·尼波斯没有重返意大利，而是继续作为名义上的西部皇帝统治达尔马提亚地区，直到他于480年去世。480年也标志了西部帝国的彻底灭亡。
尼波斯死后，泽诺并没有再次任命一个新的西部皇帝，而是自称罗马帝国唯一的皇帝，在法理上时隔85年（狄奥多西一世去世之时）之后首次重新一统东西帝国。此后这个“罗马帝国”再未分裂。
在尼波斯去世之时，奥多亚塞本承认了与泽诺的臣属关系，但此后逐渐脱离帝国自立，于是泽诺与东哥特人（东哥特人之前已在默西亚行省定居下来）首领狄奥多里克进行协商，授予他"意大利地区军事长官"（magister militum per Italiam）的职位。在493年奥多亚塞死后，从小就在君士坦丁堡长大的狄奥多里克开始以东哥特人的名义统治意大利诸省。泽诺一方面认可了狄奥多里克所建立的东哥特王国，另一方面则在名义上维持了对西部的统治权，并替东部帝国扫除了一个潜在的蛮族威胁。
泽诺曾在475年被巴西利斯库斯短暂地赶下皇位，但在12个月之后，他重登帝位，并将巴西利斯库斯全家关在一个地下蓄水池内。

## 阿纳斯塔修斯一世 (491-518)
阿纳斯塔修斯一世本是位年迈的罗马裔民政长官，他于491年与泽诺的遗孀阿里阿德涅成婚，并继承泽诺成为罗马皇帝。阿纳斯塔修斯一世是个优秀的改革家和管理者，他进一步完善了君士坦丁大帝所建立的货币体系，设定了当时帝国最常用货币——福利斯铜币的标准重量。 阿纳斯塔修斯还取消了国内广受争议、四年征收一次的贸易税（chrysargyron）。诸如此类的货币改革使得国库逐渐充盈，在阿纳斯塔修斯一世去世时，国库中已有145150千克(320000磅)的金币储备。
继承阿纳斯塔修斯一世的是查士丁一世，后者则开启了一个新的王朝——查士丁尼王朝。

## 註腳
1. ↑  Treadgold (1997), 152–155
2. ↑  Cameron (2000), 553
3. ↑  Elton, Hugh (10 June 1998).
4. ↑  Grierson (1999), 17